# Kuusisaari (ö i Lappland, Tunturi-Lappi, lat 67,96, long 24,80)
Kuusisaari är en ö i Finland. Den ligger i vattendraget Ounasjoki och i kommunen Kittilä i den ekonomiska regionen  Fjäll-Lappland  och landskapet Lappland, i den norra delen av landet, 900 km norr om huvudstaden Helsingfors. Öns area är 0,6 hektar och dess största längd är 100 meter i öst-västlig riktning.